# Ásia (província romana)
A província romana da Ásia ou Asiana, chamada de Frígia durante o período bizantino, foi uma unidade administrativa criada no período tardio da República Romana. Ela foi em seguida uma província senatorial de grandes proporções governada por um procônsul e finalmente uma província bem menor depois da reforma do imperador Diocleciano no final do século III.
Ela deixou definitivamente de existir com a adoção dos sistema temático pelo Império Bizantino no século VII.

## Geografia
A província da Ásia abrangia originalmente as regiões da Mísia, Trôade, Eólia, Lídia, Jônia, Cária e um corredor terrestre que atravessava a Pisídia até a Panfília e, inicialmente, as ilhas do Egeu. Parte da Frígia foi dada a Mitrídates V antes de ser novamente reclamada como parte da província em 116 a.C. A Licaônia foi anexada antes de 100 a.C. e a área à volta de Cibira, em 82 a.C. A região sudeste da província foi posteriormente destacada e anexada à província da Cilícia. Nesta época, a província da Ásia estava limitada ao norte pela Bitínia, ao sul pela Lícia, pela Galácia a leste e pelo Mar Egeu a oeste.

## História
Antíoco III, o Grande, teve que abandonar a Ásia quando os romanos esmagaram seu exército na histórica Batalha de Magnésia em 190 a.C. Depois do Tratado de Apameia (188 a.C.), todo o território foi entregue a Roma e colocado sob o controle de um rei cliente em Pérgamo (veja Reino de Pérgamo).
Sem nenhum herdeiro aparente, Átalo III de Pérgamo, um aliado confiável de Roma, preferiu deixar seu reino como herança aos romanos. Depois de sua morte, em 133 a.C., Mânio Aquílio organizou formalmente a região como a "província da Ásia". A herança do reino de Átalo a Roma provocou sérias consequências para os territórios vizinhos e foi nesta época que o Ponto aumentou sua importância sob o comando de Mitrídates VI. Ele se mostraria um formidável adversário para as ambições romanas romanas na região e além dela (veja Guerras mitridáticas).

## Exploração
Roma sempre se mostrou muito relutante em se envolver nos assuntos do oriente, tipicamente, apoiando-se em alianças em caso de conflito. Muito raramente os romanos enviavam delegações para a região e, muito menos, estabeleciam uma forte presença governamental, uma apatia que não mudou mesmo depois da herança de Átalo. Na realidade, partes do Reino de Pérgamo fora entregues voluntariamente a outros reinos, como, por exemplo, a "Grande Frígia", que foi entregue a Mitrídates V.
Enquanto o senado hesitava em se envolver nos assuntos da Ásia, outros não tinham tantos pudores. Uma lei outorgada por Caio Graco em 123 a.C. deu o direito de coletar impostos na Ásia aos membros da ordem equestre romana, cujos membros certamente abusaram da prerrogativa: caso uma comunidade não conseguisse pagar os impostos devidos, era obrigada a tomar emprestado os valores a taxas exorbitantes. Esta prática frequentemente resultava na falência da comunidade e na falta do pagamento, o que, consequentemente, resultavam na apropriação das terras na região pelos credores romanos. Desta forma (e também pela compra pura e simples), os romanos se espalharam pela província.

## Mitrídates e Sula

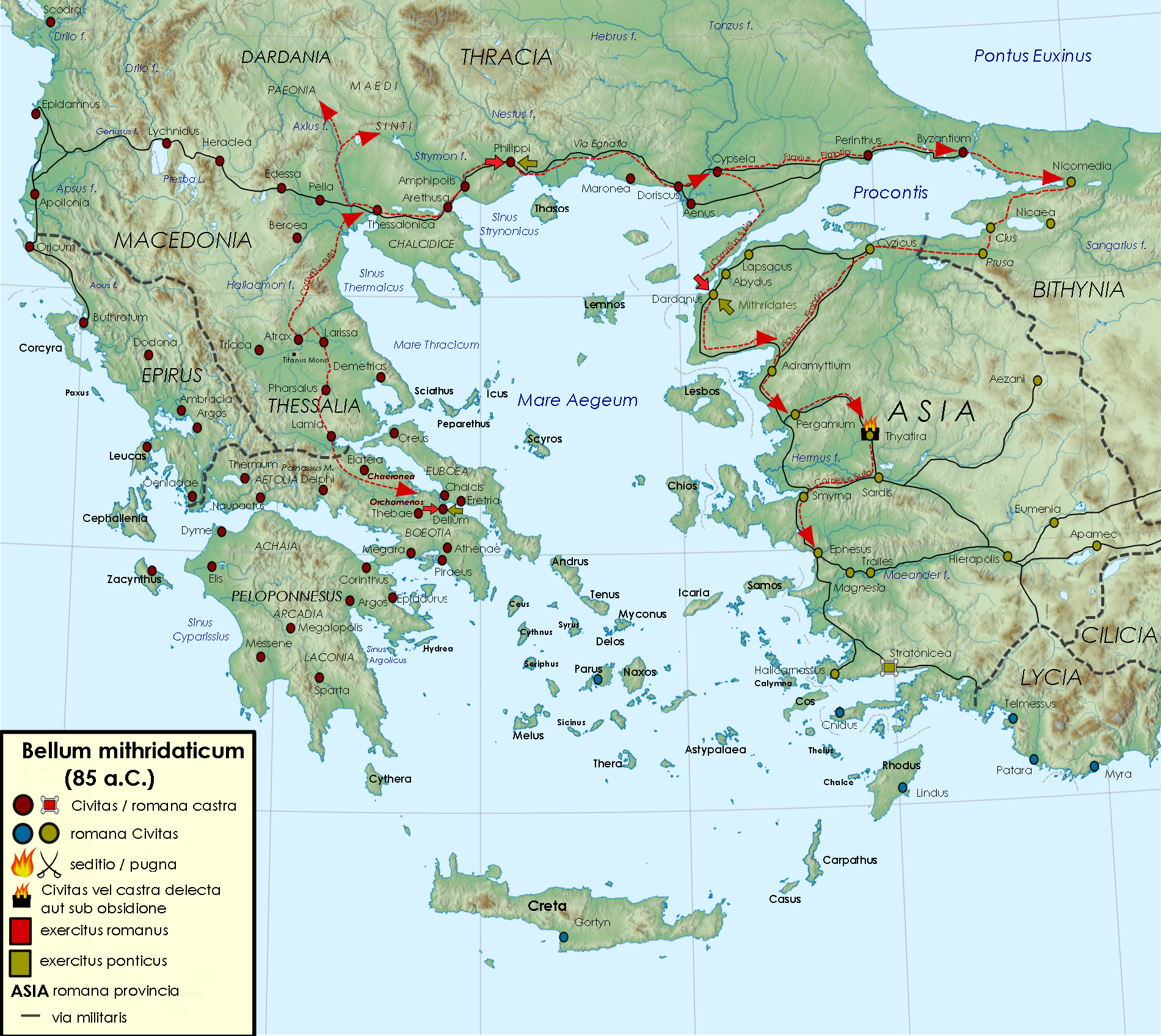
Primeira Guerra Mitridática.

Em 88 a.C., Mitrídates VI já havia conquistado virtualmente toda a Ásia. Aproveitando-se do ódio contra as práticas corruptas dos romanos, ele instigou uma grande revolta contra Roma e ordenou a execução de todos os romanos e italianos na província. Estimativas contemporâneas sobre as vítimas variam de 80 000 a 150 000.
Três anos depois, Lúcio Cornélio Sula derrotou Mitrídates na Primeira Guerra Mitridática e, em 85 a.C., reorganizou a província em onze distritos, cada um deles contando com diversas cidades menores. Estes distritos, que depois tornar-se-iam as dioceses romanas, incluíam Éfeso, Pérgamo - a antiga capital de Átalo -, Esmirna, Adramício, Cízico, Sínada, Apameia, Mileto e Halicarnasso. As três primeiras competiam pela distinção de ser a mais importante cidade da província e essa rivalidade impediu qualquer progresso na direção de uma "unidade provincial".

## Presença militar
Além de sufocar ocasionais revoltas, a presença militar na província da Ásia era mínima até as forças de Sula iniciarem a campanha contra Mitrídates VI. Na verdade, a Ásia era peculiar por ser uma das poucas províncias não guarnecidas do império. Ainda que nenhuma legião completa tenha sido jamais estacionada na província, isso não significa que ela não tenha tido presença militar alguma.
Destacamentos legionários existiam nas cidades frígias de Apameia e Amório. Coortes auxiliares estavam estacionadas na Eumeneia frígia enquanto grupos menores de soldados patrulhavam com frequência as regiões montanhosas. Uma presença militar mais vigorosa na zona rural da província durante o século III provocou uma grande insatisfação popular.

## Augusto
Depois que Augusto ascendeu ao poder, ele criou um procônsulado para a província da Ásia, que abrangia as regiões da Mísia, Lídia, Cária e Frígia. O procônsul passava muito do seu ano viajando por ela para ouvir casos e para conduzir os demais assuntos jurídicos em cada uma das novas "capitais". A transição de Roma, da república para o início de um império provocou uma importante mudança nas cidades provinciais existentes, que evoluíram de cidades-estado independentes para "centros administrativos completos".
O começo do reinado de Augusto também foi marcado pela ascensão das cidades na Mésia, Lídia e Frígia. A província passou a ser um complicado sistema de cidades, auto-governadas e cada uma responsável por suas economia, impostos , taxas e leis em seu território. Do reinado de Augusto em diante, começaram os sinais da urbanização da província da Ásia conforme os edifícios públicos iam se estabelecendo como centros regionais.

## Culto imperial
O culto imperial estava amplamente estabelecido nas comunidades provinciais durante o período romano. Logo depois da ascensão de Augusto, templos erigidos em sua honra se espalharam por toda a região. A fundação de centros provinciais do culto imperial levaram à criação de ainda mais cultos. Estes centros serviam de modelos a outros por toda província.
O culto imperial servia como uma forma de os súditos da província acomodarem o jugo imperial em suas próprias comunidades. As práticas religiosas eram majoritariamente públicas e envolviam cidadãos em todos os seus aspectos, incluindo orações, sacrifícios e procissões. Os rituais realizados em homenagem a um imperador em particular frequentemente superavam em número os de outros deuses e nenhum outro culto podia competir com o culto imperial em termos de dispersão e comunalidade.

## Declíno
O século III marcou um sério declínio da província da Ásia, em parte por causa de uma epidemia iniciada com a Peste Antonina, da indisciplina dos soldados locais e também dos parcos exemplos de generosidade civil espontânea. As invasões góticas das décadas de 250 e 260, parte da "Crise do terceiro século", contribuíram para reduzir a já fraca confiança na segurança do governo.
No século IV, Diocleciano dividiu a província da Ásia em sete províncias menores e subordinou a região à recém-criada Diocese da Ásia, parte da Prefeitura pretoriana do Oriente. As ilhas do Egeu, com exceção de Creta, passaram a fazer parte da província de Ilhas e diversas outras regiões que eram parte da Ásia foram elevadas ao status de província (vide Diocese da Ásia).
No século V e até meados do século VI, as cidades e províncias da Anatólia Ocidental experimentaram um "renascimento econômico". Mas, depois da grande praga de 543, muitas cidades do interior da província entraram num tal declínio a ponto de serem indistinguíveis de pequenas vilas quando iniciaram as invasões persas e árabes no século VII. Por outro lado, as principais cidades do início do império, incluindo Éfeso, Sardes e Afrodísias, mantiveram muito de sua glória anterior e passaram a servir como capitais das novas províncias. A Ásia permaneceu como o centro da cultura greco-romana no oriente por séculos e a região só foi perdida definitivamente aos bizantinos no século XIII.

## Sés episcopais
As sés episcopais da província que aparecem no Anuário Pontifício como sés titulares são:
- Ásia I
  - Adramício (Burhaniye)
  - Egas (Nimrud-Kalesi)
  - Algiza (Baliapasakov)
  - Anaia (Anya)
  - Anineta
  - Antandro (perto de Derveni)
  - Arcadiópolis na Ásia (Thira)
  - Assos (Behram, Behramköy)
  - Ataia (Dikeliköy)
  - Aureliópolis na Ásia (Freneli)
  - Bareta (no vale do rio Caístro)
  - Bríula (Billara)
  - Calos (Caloe)
  - Colofão
  - Cime (Lamurt, Namurtköy)
  - Dioquíero (Birgi? - lliceköy)
  - Elaia
  - Éfeso
  - Erítras
  - Euaza (no vale do rio Caístro)
  - Lêbedo
  - Magnésia do Menandro
  - Mastaura na Ásia
  - Metrópolis na Ásia (ruínas em Tratsa)
  - Mirina
  - Nova Aule

- Ásia II
  - Clazómenas
  - Magnésia do Sípilo
  - Foceia